# Baccarat (trò chơi bài)
Baccarat hay baccara (/ˈbækəræt, bɑːkəˈrɑː/; tiếng Pháp: [bakaʁa]) là một trò chơi bài chơi tại Casino. Baccarat là cách phát âm tiếng Pháp của Người Ý cho từ "Số 0". Đây là một trò chơi so sánh điểm số giữa hai cửa "người chơi" và "nhà cái". Mỗi vòng chơi có ba kết quả có thể xảy ra: "người chơi" (người chơi có số điểm cao hơn), "nhà cái" và "hòa". Có ba biến thể phổ biến của trò chơi: Người chơi - Nhà cái (hoặc "baccarat Bắc Mỹ"), baccarat chemin de fer (hoặc "chemmy"), và baccarat banque (hoặc à deux tableaux).

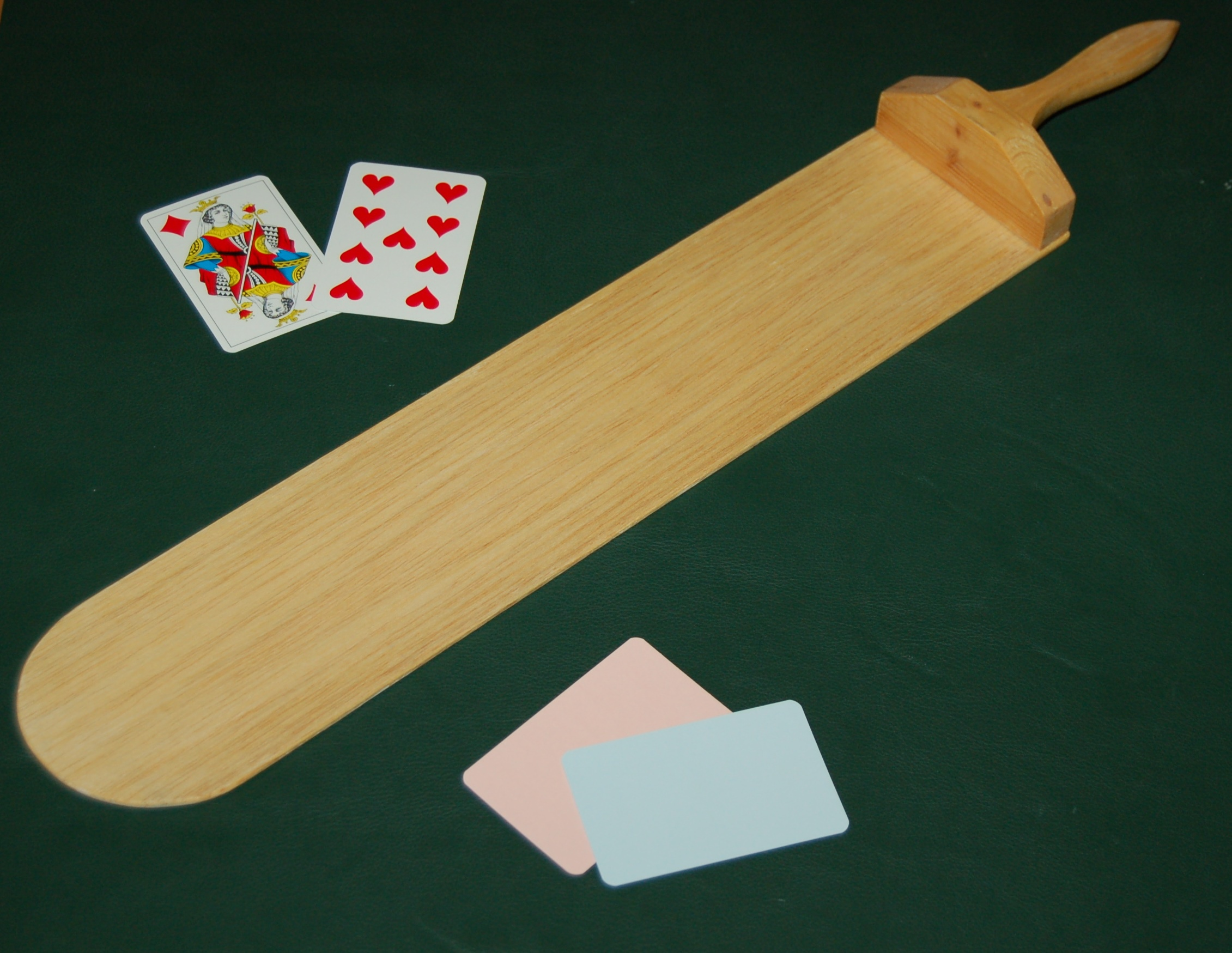
Pallet và các lá bài

Nguồn gốc của trò chơi đang bị tranh cãi, và một số nguồn tin cho rằng nó có từ Thế kỷ 19. Các nguồn khác cho rằng trò chơi được đưa vào Pháp từ Ý vào cuối thế kỷ 15 bởi những người lính trở về từ Các cuộc chiến tranh Ý dưới triều đại của Charles VIII của Pháp.

## Lịch sử
Các nhà sử học cho rằng baccarat lần đầu xuất hiện ở Ý vào những năm cuối thế kỉ XV. Một người đàn ông người Ý tên Felix Falguiere đã tạo ra trò chơi này và gọi nó là “baccara”. Trong tiếng Ý, baccara có nghĩa là số 0. Lý do đằng sau việc đặt tên như thế là vì tất cả các quân bài úp xuống và hàng chục đều có giá trị bằng 0.
Truyền thuyết kể rằng Felix đã tạo ra trò chơi dựa trên văn hóa dân gian cổ xưa của người Etruscan về một cô gái còn trinh phải ném một con xúc xắc có chín mặt. Một số người cho nói rằng đó là một phụ nữ mang thai, tuy nhiên nói chung vẫn là một người phụ nữ.Nếu như ném được mặt 8 hoặc 9, cô ấy sẽ được thăng chức trở thành tu sĩ. Mặt khác, nếu ném được 6 hoặc 7, cô ta sẽ được sống nhưng sẽ không được làm linh mục và không được phép có mặt và tham gia bất cứ hoạt động tôn giáo. Nếu không may, cô ấy ném bất kỳ giá trị nào thấp hơn 6, cô ấy sẽ bị kết án tử hình bằng cách dìm xuống biển.
Baccarat đã được phổ biến trong giới quý tộc Pháp từ thế kỷ 19. Trong thời kỳ Napoléon và trước khi hợp pháp hóa cờ bạc sòng bạc vào năm 1907, người dân ở Pháp thường chơi Baccarat trong các phòng chơi tư nhân. Có niên đại trong khoảng thời gian này, Baccarat Banque là hình thức baccarat sớm nhất, là một trò chơi ba người và được đề cập trong Album des jeux của Charles Van-Tenac. Sau đó, Chemin de Fer nổi lên như một trò chơi tổng hai người từ Bacarrat Banque. Baccarat Punto Banco (Người chơi - Nhà cái), trong đó người đặt cược đặt cược vào việc Người chơi hoặc nhà cái thắng, là một thay đổi đáng kể trong sự phát triển của baccarat hiện đại. Nó được phát triển thành một trò chơi ở Havana vào những năm 1940 và là hình thức hiện đại phổ biến nhất. Baccarat lần đầu xuất hiện tại Las Vegas năm 1959 nhưng mức cược chỉ là $20 và người chơi được phép tráo 8 bộ bài trên bàn chơi.
Các Casino ở Mỹ đang ngày càng tăng doanh thu từ trò chơi baccarat. Vào tháng 5 năm 2012, Nevada chỉ đạt 18,3% tổng doanh thu từ trò chơi bàn baccarat. Tuy nhiên, vào tháng 5 năm 2013, tỷ lệ này tăng lên 33,1% và vào tháng 5 năm 2014, nó đã tăng lên 45,2%.

## Cách tính điểm
- Các lá: A, 2, 3, 4, 5, 6, 7, 8, 9, 10 mỗi lá có số điểm tương ứng con số đó.
- Các lá: J, Q, K mỗi lá tính mười điểm.

Điểm của người chơi trong mỗi ván là số điểm hàng đơn vị của tổng điểm ba lá bài. Ví dụ, tổng ba lá là 27 điểm thì được 7 điểm (hay gọi là nút), 10 điểm thì được 0 điểm (gọi là bù).
Baccarat không quan tâm đến chất (cơ♥, rô♦, tép♣, bích♠) của mỗi lá bài. Ví dụ bộ ♥3, ♣4, ♠2 (9 nút) vẫn hòa với bộ ♦3, ♠4, ♣2.

## Các phiên bản

### Macao
David Parlett coi Macao là tiền thân trực tiếp của baccarat. Tên và quy tắc của nó cho thấy nó có thể đã được đưa ra bởi các thủy thủ trở về từ châu Á nơi các trò chơi bài tương tự đã được chơi từ đầu thế kỷ 17 như Oicho-Kabu, và Tujeon. Macao xuất hiện ở châu Âu vào cuối thế kỷ 18 và phổ biến cho tất cả các tầng lớp. Sự nổi tiếng của nó đã khiến vua Victor Amadeus III cấm trong Vương quốc Sardinia vào năm 1788. Đây là trò chơi phổ biến nhất ở Watier, một câu lạc bộ quý ông độc quyền ở Luân Đôn. Sự phổ biến của nó ở Hoa Kỳ suy yếu sau đầu thế kỷ 20. Trò chơi vẫn phổ biến ở châu Âu lục địa, đặc biệt là ở Nga.
Macao sử dụng hai cỗ bài xáo trộn với nhau. Người đặt cược đặt cược của họ (trong giới hạn đã thỏa thuận) đối với nhà cái. Ban đầu, mỗi người chơi được chia một lá bài theo chiều kim đồng hồ và úp xuống. Mục tiêu của người đánh cược là đánh bại số điểm bài của nhà cái. Trong trường hợp hòa, ai có cùng giá trị với ít bài hơn sẽ thắng. Nhà cái thắng nếu có sự ràng buộc về cả số điểm và số lượng lá bài. Bất kỳ người đặt cược nào nhận được lá bài số 9 cũng nhận được gấp ba số tiền đặt cược miễn là nhà cái cũng không có lá bài số 9. Chiến thắng với lá bài số 8 là nhân đôi trong khi chiến thắng với 7 hoặc thấp hơn chỉ bằng với đặt cược. Người chơi có thể yêu cầu rút thêm bài; nếu đó là lá bài số 10 hoặc lá bài hình, họ có thể từ chối và yêu cầu thẻ khác. Trong phiên bản đầu tiên của trò chơi này, trải qua hơn 9 vòng với số bài chia thêm tương đương với trò blackjack. Đánh bại nhà cái với một cặp bài chỉ thưởng một số tiền tương đương với đặt cược. Khi hết bài, người chơi bên trái của nhà cái trở thành nhà cái mới.
Victoria là một biến thể của Macao nơi người chơi ban đầu được chia hai lá bài. Giống như Macao và Baccarat, Victoria đã bị cấm ở Nga trong thế kỷ 19  mặc dù các quy tắc của chúng vẫn tiếp tục được in trong sách trò chơi

### Baccarat Banque
Baccarat banque còn được gọi là ‘a deaux tableaux’, (Tiếng Pháp nghĩa là ''hai bàn khăn'') vì nhà cái chơi chỉ với hai người chơi bên trái, phải, tổng cộng là 3 người.
Trò chơi được chơi với ba bộ bài. Vai trò của nhà cái được bán đấu giá cho người chơi sẵn sàng chấp nhận rủi ro cao nhất so với Chemin de Fer nơi vai trò của nhân viên ngân hàng xoay quanh bàn.

### Chemin de fer
Ở Pháp, phiên bản này được gọi là Baccara à un tableau (Baccara 1 bàn) nhưng ở Anh và Mỹ thì người ta thường gọi là Chemin de Fer. Chemin de fer là một phiên bản xuất hiện lần đầu tiên vào cuối thế kỷ 19. Tên của nó, đó là thuật ngữ tiếng Pháp cho Đường sắt, xuất phát từ phiên bản nhanh hơn trò chơi gốc, đường sắt tại thời điểm đó là phương tiện giao thông nhanh nhất.
Sáu bộ bài được sử dụng, xáo trộn với nhau. Người chơi được ngồi theo thứ tự ngẫu nhiên và được chọn ra là người làm cái, thường là xung quanh một cái bàn hình bầu dục. Đầu tiên, trong mỗi ván, trừ khi có người kêu "Banco", nếu không, người làm cái sẽ chỉ đối đầu với những người chơi ở bên tay phải và sẽ nhận tiền hoặc trả tiền cho tất cả người chơi. Thứ hai, người làm cái sẽ thay đổi định kỳ – mỗi khi người làm cái thua thì vòng sau sẽ được chuyển cho người chơi bên trái, ngược chiều kim đồng hồ.

### Người chơi (Punto) và Nhà cái (Banco)
Phần lớn các trò chơi baccarat sòng bạc ở Hoa Kỳ, Vương quốc Anh, Canada, Úc, Thụy Điển, Phần Lan và Macau là baccarat "Người chơi - Nhà cái" và chúng có thể được xem đơn giản là "Baccarat". Khoảng 91% tổng thu nhập từ sòng bạc Ma Cao năm 2014 đến từ Người chơi - Nhà cái.
Trong Người chơi - Nhà cái, người chơi và nhà cái mỗi lượt chiến thắng sẽ ghi một chấm màu lên "tableau" (tiếng Pháp: "bảng"). Người chơi và nhà cái chỉ đơn giản là hai cửa mà người chơi có thể đặt trong một lần đặt cươc. Người chơi không có mối liên hệ cụ thể nào với con bạc, cũng như nhà cái với nhà cái.
Ở Hoa Kỳ, phiên bản quy mô đầy đủ của Người chơi Nhà cái thường được chơi tại các bàn lớn ở các khu vực có lối đi hoặc phòng riêng tách biệt với sàn trò chơi chính. Trò chơi này thường xuyên được các con lăn cao, những người có thể đặt hàng chục hoặc hàng trăm ngàn đô la trên một cửa. Đặt cược tối thiểu tương đối cao, thường bắt đầu từ $ 100 và cao đến $ 500. Cược tối đa được đăng thường được sắp xếp để phù hợp với người chơi. Bàn này có một nhân viên, người chỉ đạo cách chơi của trò chơi, và hai đại lý tính thuế và thu tiền và trả tiền cược. Sáu hoặc tám bộ bài được sử dụng, thường chỉ được xáo trộn bởi các nhà phân phối và đại lý.

#### Luật chơi
Người chơi - Nhà cái được chơi có chứa 6 hoặc 8 bộ bài được xáo trộn với nhau; một thẻ cắt được đặt ở phía trước của thẻ thứ bảy từ thẻ cuối cùng của hộp đựng bài. Người chia bài mở lá đầu tiên ngửa lên và sau đó dựa trên giá trị số tương ứng của nó, với giá trị tương ứng mà rút thêm các lá bài trước khi bắt đầu lượt chơi mới cho đến hết hộp đựng bài
Đầu tiên, người chia bài sẽ chia 2 lá bài lần lượt cho Người chơi trước, Nhà cái sau. Tùy vào số điểm của 2 lá bài đầu, để biết Nhà cái hoặc Người chơi có được phép rút tiếp lá bài thứ 3 hay không.
Khi hết thời gian đặt cược, việc chia bài sẽ diễn ra. Dù có bao nhiêu người tham gia đặt cược thì cũng chỉ có bài được chia: một cho Người chơi và một cho Nhà cái. Mỗi bên được chia 2 lá bài, ngửa mặt lên.

##### Luật rút thêm lá bài thứ 3
Tùy thuộc vào điểm số, mỗi bên sẽ giữ nguyên hai lá bài ban đầu hoặc rút thêm lá bài thứ 3
Bài của Người chơi:
Nếu tổng điểm là 6 hoặc 7 thì luôn dừng và không rút thêm lá bài thứ 3. Nếu điểm thấp hơn, Người chơi sẽ rút thêm lá bài thứ 3.
| Điểm 2 lá bài đầu tiên | Hành động                          |
| ---------------------- | ---------------------------------- |
| 0, 1, 2, 3, 4 hoặc 5   | Rút thêm lá bài thứ ba             |
| 6 hoặc 7               | Dừng (không rút thêm)              |
| 8 hoặc 9               | Thắng tự nhiên, không rút thêm bài |

Bài của Nhà cái:
Nếu tổng điểm là 7 thì luôn dừng và không rút thêm bài. Nếu tổng điểm là 0, 1 hoặc 2 thì luôn rút thêm lá bài thứ 3. Trường hợp Người chơi dừng ở 6 hoặc 7 điểm thì Nhà cái sẽ luôn rút thêm bài nếu tổng điểm là 0-5. Tất cả các trường hợp khác phụ thuộc vào lá bài thứ ba của Người chơi.
| Điểm 2 lá bài đầu tiên | Rút thêm khi điểm lá bài thứ ba của Người chơi là: | Dừng khi điểm lá bài thứ ba của Người chơi là: |
| ---------------------- | -------------------------------------------------- | ---------------------------------------------- |
| 0, 1 hoặc 2            | Luôn rút thêm                                      | Luôn rút thêm                                  |
| 3                      | 0, 1, 2, 3, 4, 5, 6, 7 hoặc 9                      | 8                                              |
| 4                      | 2, 3, 4, 5, 6 hoặc 7                               | 0, 1, 8 hoặc 9                                 |
| 5                      | 4, 5, 6 hoặc 7                                     | 0, 1, 2, 3, 8 hoặc 9                           |
| 6                      | 6 hoặc 7                                           | 0, 1, 2, 3, 4, 5, 8 hoặc 9                     |
| 7                      | Luôn dừng (không rút thêm)                         | Luôn dừng (không rút thêm)                     |
| 8 hoặc 9               | Thắng tự nhiên, không rút thêm bài                 | Thắng tự nhiên, không rút thêm bài             |

#### Tỷ lệ và chiến lược
Ở Baccarat, Sòng bạc có tỷ lệ lợi nhuận là 1.24% cho cửa người chơi; 1.06% cho cửa nhà cái (một số sòng bạc có mất 5% hoa hồng cho sòng bạc) và 14.4% cho cửa hòa (đặt 1 ăn 8). Hầu hết các sòng bạc ở Vương quốc Anh trả tiền cho cửa hòa theo tỷ lệ 9 trên 1, tức lợi thế của sòng bạc là 4.85%.

##### Phil Iveyvà phương phápEdge sorting
Edge sorting là một chiến thuật mà bạn tìm kiếm sự khác biệt tinh tế và có chủ ý ở mặt sau của các quân bài đang chơi và sau đó phát hiện ra chúng là quân bài cao hay thấp. Khi người chơi nhận ra điều này, họ sẽ yêu cầu người chia bài lật các lá bài xung quanh (xoay chúng 180 độ), vì vậy, tất cả các quân bài thấp sẽ nằm cùng một chiều, trong khi đó các lá bài cao sẽ ở chiều ngược lại. Họ nói rằng điều đó sẽ mang lại may mắn. Những người sử dụng edge sorting cũng sẽ yêu cầu người chia bài sử dụng máy xáo bài tự động, khi đó, nó không xoay quân bài 180 độ giống như việc xáo bài bằng tay. Theo cách này, các quân bài cao/ thấp sẽ vẫn ở cùng vị trí.
Phil Ivey vận dụng edge sorting vào việc các lá bài bị cắt lỗi, và khi được đặt úp, thì không nhìn giống nhau hoàn toàn nên có thể nhớ và biết được lá bài đó là lá gì kể cả khi đặt úp. Năm 2012, Phil Ivey đã thắng 7.8 triệu bảng tại Crockford Casino ở London và 9,6 triệu đô la tại sòng bạc Borgata ở Atlantic City và 500.000 đô la khác khi chơi khăm bằng cách kiếm tiền trong trò chơi. Sòng bạc Borgata đã trả tiền cho anh ta sau khi giành chiến thắng, nhưng sau đó bị kiện ra tòa năm 2014 sau khi video giám sát cho thấy anh ta thao túng người chia bài thành một số lá bài trong bộ bài để khai thác lỗ hổng trên mặt sau của lá bài. Sòng bạc Borgata đã thắng kiện và giành được 10,1 triệu đô la tại tòa án dân sự, nhưng Ivey từ chối trả lại tiền. Vào tháng 2 năm 2019, sòng bạc Borgata đã được Tòa án quận Hoa Kỳ ở New Jersey chấp thuận lấy tài sản của Ivey ở bang Nevada, vì anh ta không có tài sản ở bang New Jersey. Ivey kháng án vào tháng 7 năm 2019.

#### Biến thể

##### Mini-baccarat
Mini baccarat là một phiên bản đương đại rất phổ biến khác của trò chơi bài baccarat cổ điển. Trong thực tế, mini baccarat được tính trong số các trò chơi sòng bạc dễ chơi nhất. Nó được ưa chuộng bởi các người chơi giải trí hơn, đặc biệt là những người từ châu Á.
Nó được chơi bằng cách sử dụng các quy tắc tương tự được áp dụng trong baccarat thông thường. Mặc dù có một số khác biệt về thủ tục, nhưng cùng một bộ quy tắc được áp dụng trong tất cả các sòng bạc trực tuyến và ngoại tuyến.
Có một số điểm khác biệt sau:
- Trò chơi mini baccarat thường được chơi bằng cách sử dụng 6 bộ bài, trong khi baccarat thông thường được chơi với 8 bộ bài. Số bộ bài ít hơn sẽ mang đến thêm cơ hội cho khả năng hòa. Vì vậy, trong trường hợp trò chơi baccarat 6 bộ bài, tỷ lệ lợi nhuận nhà cái thường là 14,44% cho cược hòa, 1,24% cho cược người chơi và 1,06% cho cược nhà cái.
- Quá trình chia bài trở nên nhanh hơn rất nhiều trong mini baccarat vì nó có những người chia bài chia các quân bài và đặt chúng lên bàn.
- Có một người chia bài duy nhất, chia bài cho toàn bộ trò chơi mini baccarat, bao gồm cả chia các quân bài. Trong baccarat thông thường, người chia bài liên tục thay đổi.
- Một bàn mini baccarat thường nhỏ hơn so với bàn baccarat cổ điển và do đó có ít người chơi hơn. Nó thực sự giống như một bàn blackjack, với không quá 7 đến 9 vị trí cho người chơi.
- Mini baccarat thường ít trang trọng và thoải mái hơn về bầu không khí diễn ra. Mặt khác, baccarat cổ điển có thể có một bầu không khí nghiêm túc với những người chia bài ăn mặc đẹp, những tay bạc cược cao và số tiền đặt cược rất cao. Hơn nữa, khu vực baccarat cổ điển được tách biệt với phần còn lại của các trò chơi sòng bạc. Mặt khác, baccarat mini được tích hợp vào sàn sòng bạc thông thường và không có bất kỳ quy định về trang phục hay tay bạc cược cao nào tham gia.[29]

##### Super 6/Người chơi 2000
Super 6, còn gọi là Người chơi 2000, là một biến thể khác của Baccarat truyền thống với một sự khác biệt nhỏ so ở tiền cược được trả về.
Người chơi sẽ thắng cược nếu đặt cược chính xác kết quả ván bài: Người chơi thắng, Nhà cái thắng hoặc Tie (Hòa). Thay vì phải trả 0.95: 1 trong Super 6 Baccarat, Nhà cái thắng tỷ lệ 1: 1 trừ khi Nhà cái thắng với số điểm là 6 và lúc này tỷ lệ cược sẽ là 0.5:1.
Ngoài ra, người chơi còn được hỗ trợ một cược đặt phụ kèm như một dạng bảo hiểm khi người chơi dự đoán Nhà cái thắng với 6 điểm. Nếu người chơi đặt cược Super 6 (cược cho Nhà cái đạt 6 điểm và thắng), tỷ lệ cược sẽ là 12:1 nếu thắng cược.
Nếu Nhà cái đạt 6 điểm và thắng, tỷ lệ thắng là 1:2. Các trường hợp còn lại thắng tỷ lệ 1:1, không phải trả hoa hồng. Nếu người chơi đặt cho cược Super 6 (Nhà cái đạt 6 điểm và thắng), tỷ lệ thắng là 12:1, không phải trả hoa hồng.

##### EZ Baccarat
Một biến thể bắt nguồn từ năm 2004, trò chơi có hai tùy chọn bổ sung:
| Tùy chọn | Mô tả | Tỷ lệ trả thưởng |
| Dragon 7 | có nghĩa là Banker giành chiến thắng với tổng ba lá bằng 7 điểm, tất cả các kết cục khác xem như là thua bao gồm Hòa. | 1:40             |
| Panda 8  | có nghĩa là Player giành chiến thắng với tổng ba lá bằng 8 điểm, tất cả các kết cục khác xem như là thua bao gồm Hòa. | 1:25             |

## Cung cấp dịch vụ trong sòng bạc
Ở Mỹ, trò chơi punto banco được tổ chức trên các bàn lớn trong khu vực riêng hoặc phòng độc lập, khác biệt với khu vực chơi chính. Đây là trò chơi hấp dẫn những người chơi giàu có, có thể đặt cược từ vài chục đến hàng trăm nghìn đô la trong một ván bài. Mức cược tối thiểu thường cao, từ 100 đô la trở lên, và có thể lên đến 500 đô la. Sòng bạc có quy định về mức cược tối đa phù hợp với từng người chơi. Trên bàn chơi, có một người chia bài chỉ đạo quá trình chơi và hai người phục vụ tính thuế, thu và trả tiền cược. Thường sử dụng từ sáu đến tám bộ bài, và chỉ người chia bài và người phục vụ mới trộn bài. Một người chơi sẽ giữ "giày" chứa bộ bài và chia bài theo hướng dẫn từ người chia bài. Khi người chơi thắng, "giày" sẽ được chuyển cho người chơi có số tiền thắng lớn nhất hoặc theo thứ tự theo chiều kim đồng hồ xung quanh bàn chơi, tùy thuộc vào quy tắc của sòng bạc. Người chơi cũng có thể từ chối "giày" hoặc yêu cầu người chia bài chia bài theo ý muốn.
Khoảng 91% tổng thu nhập từ các sòng bạc ở Macau vào năm 2014 đến từ trò chơi punto banco.

## Trong văn hóa đại chúng

### Vụ bê bối baccarat hoàng gia
Năm 1890, sau một vụ bê bối lớn liên quan đến những cáo buộc rằng Ngài William Gordon-Cumming đã gian lận trong trò chơi baccarat, Hoàng tử xứ Wales – Vua Edward VII tương lai, phải làm chứng trước tòa với tư cách là nhân chứng. Kể từ đó, cờ bạc ở Anh là bất hợp pháp và vụ bê bối Hoàng gia Baccarat được công bố rộng rãi, đưa trò chơi đến với công chúng. Vụ bê bối trở thành chủ đề của các bài hát và một vở kịch sân khấu.

### James Bond
Baccarat chemin-de-fer là trò chơi ưa thích của James Bond. Bond chơi baccarat chemin-de-fer trong nhiều tiểu thuyết, đáng chú ý nhất là tác phẩm đầu tay năm 1953, Casino Royale.
Trong bộ phim chuyển thể Sòng bạc hoàng gia năm 2006, baccarat chemin-de-fer được thay thế bằng Xì phé Texas.

### Rush Hour 3
Trong phần 3 của bộ phim "Rush Hour" năm 2007, hai nhân vật chính là James Carter và Geneviève gặp nhau lần đầu tại một sòng bạc ở Paris khi họ đang chơi baccarat. Ban đầu, Carter không đủ tiền để tham gia, nhưng Geneviève đã giúp anh ta trả tiền. Tuy nhiên, vì Carter không biết luật chơi, anh ta đã nghĩ rằng mình có một lá bài tốt, trong khi thực tế anh ta không có điểm. Người chia bài đã giải thích tình hình, và Geneviève đã thắng cuộc.

### Bob le flambeur
Bộ phim cướp bóc Pháp năm 1956 Bob le flambeur có một phân đoạn kết thúc đặc biệt, trong đó nhân vật chính bắt đầu đánh bạc trong khi một vụ cướp đang diễn ra. Anh ta gặp may mắn khủng khiếp khi chơi chemin de fer, và điều này khiến anh ta mất kiểm soát về thời gian.